# 柏木由紀子
柏木 由紀子（かしわぎ ゆきこ、1947年〈昭和22年〉12月24日 - ）は、日本の女優、タレント。本名：大島 由紀子（おおしま ゆきこ）旧姓：柏木。
東京都世田谷区生まれ。坂本九音楽事務所所属。玉川学園小中高を経て玉川学園女子短期大学中退。夫は坂本九、長女は大島花子、次女は舞坂ゆき子。

## 来歴
印刷会社社長を父に持ち、三人姉妹の三女として育った。幼い頃は童謡を歌うのが好きだった（「カナリア児童合唱団」に所属していたという）が引っ込み思案なため、母親の勧めで小学生5年生の時に劇団若草に入団。2歳年下の酒井和歌子とは劇団同期で家族ぐるみで親しくしていた。入団後は芝居（役者業）よりファッションショーや、雑誌『女学生の友』（小学館）などでモデルをつとめることが多かった。
高校2年生の時に知人に誘われ、松竹映画『明日の夢があふれている』（1964年）で映画デビュー。その時に共演した三田明の所属事務所の勧めで、翌1965年に『若い真珠』でレコードデビュー。1966年、玉川学園短期大学教養科を中退。
ドラマ『東京の人』（TBS）のヒロインに登用後、東宝テレビ部に所属し、主にテレビドラマでキャリアを重ねる。1969年、『炎の青春』ではマドンナ教師役に抜擢されるなど期待を集めていたが、1970年の『細うで繁盛記』で人気を博する。
1971年12月8日、30歳の誕生日を目前にしていた坂本九と結婚。交際のきっかけは、一目惚れした坂本が猛烈にアプローチしたからという。結婚後は女優活動を減らしつつ、夫をサポートする形で福祉活動に貢献。『24時間テレビ 「愛は地球を救う」』では長らく札幌テレビ放送でパーソナリティーをつとめた。
1985年8月12日の日本航空123便墜落事故による夫の死去後は女優活動の他に講演活動などを行っている。2004年に娘2人と家族ユニット「ママエセフィーユ」結成。坂本九の楽曲カヴァーを中心に、坂本九の映像や歌声を使った家族4人の共演が話題となる。全国でコンサート活動中。
2017年に始めたInstagram（インスタグラム）で自らの私服コーディネートを紹介して以降、フォロワーが増えていった（2023年7月時点で6万人越え）。また、2023年（75歳）頃にはさらにSNSを通じて柏木のファッションが話題となり、「シニア世代のおしゃれ番長」とも称されるようになった。

## エピソード

### 坂本九との出会い、結婚
映画デビュー後のある日プライベートで銀座を歩いていたところ、当時スター歌手となっていた坂本九が俳優仲間と車で通りかかった。当時23歳だった坂本は車中で「ああいう娘（こ）を嫁にもらいたい」と話すと、仲間から「あれは女優の柏木由紀子だよ」と告げられたという。5年後、とある撮影所で別のドラマを撮影していた坂本と正式に対面し、彼から電話番号を書いたメモを渡されたが電話はしなかった。
1年後、母と一緒に大阪に行って梅田コマ劇場を通りかかった際、その日が坂本のワンマンショー開催日であることを偶然知った。母が坂本のファンだったこともあって楽屋に挨拶に訪れ、坂本のステージを客席で鑑賞して感動すると共に、人知れず柏木の方をじっと見て歌う彼の姿に恋愛感情を持ち始めた。
1年の交際を経て、柏木23歳、坂本29歳で結婚し、やがて2女に恵まれた。結婚後から毎日のように、坂本は柏木の洋服や髪型などの良い所をメモに残して褒めてくれたという。クイズ番組『なるほど!ザ・ワールド』では解答者として夫婦で何度か出演し、坂本の衣装をコーディネートするのが柏木の役目だった。

### おしゃれに関して
小さい頃からおしゃれが大好きである。20代の時には、ニット製品やバッグをデザインし、自分の名前をつけたファッションアイテムもプロデュースした。昔から痩せ型で、20代の時に着ていた服が50年以上経った今（2023年）でも着られるとのこと。
2010年代前半に、長女・大島花子からの勧めによりオフィシャルブログ『柏木由紀「子」でございます』を開設。以来、ブログで日常生活の一コマと共に日々のファッションを取り上げ、最近（2023年）はアメブロの閲覧数で女優部門1位になることも多い。また、2023年に出版したムック本「柏木由紀子ファッションクローゼット」(扶桑社)は発売前に重版が決定し、書店の売上ランキングでも上位となった。
柏木にとっておしゃれすることは見た目を着飾るだけでなく、日常の辛い時や悲しい時に心を落ち着かせることにも繋がっている。遡って日航機の事故で夫を亡くした悲しみから、柏木が心を奮い立たせて翌年に仕事復帰できたのも、ファッションの力が大きかったという。

## 人物
- 趣味は麻雀で、徹夜で麻雀をすることもある。
- 夜型の生活を送っている。
- ハワイやニューヨーク等の都市へ旅行するのが好きである。ブティック等の店でウィンドーショッピングをするのが好き。
- ハワイへひとり旅をしたとき、偶然に黒柳徹子・森光子と会い、レストランで一緒に食事をしたことがある。
- 日航機墜落事故の翌年、坂本が事故直前まで広島のテレビ局で担当していたクイズ番組『クイズクロス5』の司会を引き継いだ[注 7]。
- 自宅には亡き夫・坂本九の遺品を展示するギャラリー（展示コーナー）がある。また、ガレージには生前夫が乗っていたメルセデス・ベンツがあり、ナンバープレートは彼の名前に因んで「9」であった。しかし、車内に入るぐらい排気ガスの煙が凄かったため、現在は乗っていない。
- 2023年現在は、「レア」と名付けたトイプードルと暮らしている[2]。
- 長女、次女ともに結婚した後、2023年現在はそれぞれの家族が柏木の自宅近くの住居に住んでいる[2]。2人の孫（男の子）から「チュチュ」（ハワイ語で「おばあちゃん」の意味）と呼ばれている。
- アイドルグループAKB48のメンバー・柏木由紀がブレイクしてからは名前を混同されることが多く、ブログのタイトルも『柏木由紀「子」でございます』と混同しないように呼びかけるかのようなものになっている[1]。また、自身の旧姓が同姓であるが、血縁関係は一切無い。
- 坂本九の遺作である『心の瞳』を、親子3人のコーラスを交えて再レコーディングし発売した。
- 長年、肩パッドを愛用してきたが、2人の娘からの助言もあって、最近肩パッドをやめた。
- 2023年の数年前に白内障の手術をして視力が良くなったため眼鏡はいらなくなったが、本人曰く「眼鏡をかけると（目の周りの）シワが隠れるので（笑）」として、以後の生活では伊達メガネを着用することがある。2023年現在は、フランスのラフォンというブランドの眼鏡を中心に30個ほど所有している[2]。
- シンガー・ソングライターの竹内まりやはホームパーティーをする友人の一人で、時々柏木の自宅に訪れている[2]。
- 子役から女優やモデルになった同世代の酒井和歌子、小川知子、音無美紀子、渡辺政江などと、「子役会」と称して時々集まっている[2]。
- 坂本を通じて親しくなった黒柳徹子とは、数年間毎年一緒に初詣に出かけたり、坂本を亡くした頃は彼女が柏木を精神的に支えてくれたという[2]。

## 出演

### テレビドラマ
- 東京の人[1]（1966年、TBS）
- これが青春だ（1966年10月-1967年10月、日本テレビ） - 木下恭子（生徒）役
- 明日をつかめ（1967年、日本テレビ）
- 大岡政談 池田大助捕物帳 第41話（1967年、NHK総合）
- 二人だけの祭（1967年、日本テレビ）
- おーい!わが家（1967年、フジテレビ）
- NHK劇場（NHK総合）
  - 人斬り（1967年）
  - 末っ子（1968年）
  - 銀杏のある家（1968年）
- フレッシュマン（1967年、フジテレビ）
- オレと彼女（1968年　TBS）
- ナショナルゴールデン劇場（NET）
  - さくらんぼ（1967年-1968年）
- 密会（1968年-1969年、フジテレビ）
- 東京バイパス指令（1968年-1970年、日本テレビ） - 今野ユキ 役
- 炎の青春[1]（1969年5月-7月、日本テレビ） - 西村靖子（英語教師）役
- 右門捕物帖 （1969年-1970年、日本テレビ）
  - 第3話「三番手柄、妖刀がゆく」（1969年10月18日）
  - 第22話「二十二番手柄、蕾のままの女」（1970年2月28日）
- 夫よ男よ強くなれ 第3話「結婚してあげる」（1969年、NET）
- 爆笑愚連隊キン・コン・カン!!（1969年-1970年、12ch）
- 独身のスキャット（1970年、TBS・円谷プロ）
- 細うで繁盛記(1)[1]（1970年-1971年、よみうりテレビ） - 春江 役
- 鬼平犯科帳 第24話「八丁堀の女」（1970年、NET・東宝）- 美代 役
- おんなと兵隊（1970年、12ch）
- ファミリー劇場「乱れ雲」（1970年、日本テレビ）
- 旗本退屈男（1970年-1971年、フジテレビ）
- 人形佐七捕物帳 第23話「悲恋短冊」（1971年、NET） - お菊 役
- 東芝日曜劇場「花嫁の歳月」（1971年、TBS）
- 新妻鏡（1974年、フジテレビ）
- 鞍馬天狗 第3話「新選組始末」（1974年、東宝） - お種 役
- 太陽にほえろ! 第107話「光のなかを歩め」（1974年、日本テレビ・東宝） - 大坪ユキ 役
- 華麗なる一族（1974年-1975年、毎日放送・東宝） - 万俵早苗 役
- ふりむくな鶴吉 第45話「伝蔵つむじ風」（1975年、NHK総合）
- 赤い魂（1980年、TBS）- 富岡加津子
- 早春物語〜私、大人になります〜（1986年、TBS）
- 火曜サスペンス劇場（日本テレビ）
  - 「女監察医・室生亜季子 歩き出した白骨死体」（1986年） - 北川雅代 役
  - 「取調室12」（2000年）
- ドラマ女の手記「母さんタクシー発車オーライ!」（1986年、テレビ東京）
- さすらい刑事旅情編 第1シリーズ（1988年 - 1989年、テレビ朝日）
- 青春オーロラ・スピン スワンの涙（1989年、フジテレビ）
- 男と女のミステリー「女優 夏木みどりシリーズ2・女友だち同窓会殺人事件」（1989年、フジテレビ） - 京子 役
- ゴリラ・警視庁捜査第8班（1990年、テレビ朝日） - 倉本静江 役
- お助け同心が行く! 第6話「偽証」（1993年、テレビ東京）
- 新空港物語（1994年、テレビ朝日）
- 最高の恋人（1995年、テレビ朝日）
- はるちゃん（1996年、東海テレビ） - 戸倉霞 役
- 月曜ドラマスペシャル（TBS）
  - ブライダルコーディネーターの事件簿1 疑惑の花嫁（1996年）
- 土曜ワイド劇場 江戸ッ子探偵殺人案内 中年寿司屋と幼妻の名推理!（1997年、テレビ朝日） - 唐沢智寿子 役
- 39歳の秋（1998年、TBS）
- 彼女たちの時代（1999年、フジテレビ）
- 北条時宗（2001年、NHK総合）- 波津 役
- ホーム&アウェイ（2002年、フジテレビ）
- 新・いのちの現場から（2004年、毎日放送）
- 女と愛とミステリー 捜査検事・近松茂道4（2004年、テレビ東京）
- 金曜エンタテイメント 赤い霊柩車19・見知らぬ招待客（2004年、フジテレビ）
- 天国へのカレンダー（2005年、フジテレビ・関西テレビ）
- ナショナル劇場50周年記念特別企画スペシャル 水戸黄門（2006年3月13日） - おその 役
- スイーツドリーム（2006年、TBS）
- スシ王子!（2007年、テレビ朝日）
- 水曜ミステリー9 事件記者 浦上伸介6（2008年、テレビ東京）
- 松本清張生誕100年スペシャル・夜光の階段（2009年、テレビ朝日）
- 官僚たちの夏（2009年7月、TBS） - 池内瑞江 役

### バラエティ番組
- 第22回NHK紅白歌合戦（1971年12月31日、NHK総合・ラジオ第1） - 夫・坂本九の応援ゲスト
- クイズクロス5（テレビ新広島）
  - 夫・坂本九の死後、司会を引き継いだ。
- Webで簡単予約!厳選!いい宿ナビ（テレビ東京）

他多数

### CM
- バーガーヘルパー（ハウス食品）
- ニチイ（現：イオン）
  - 夫・坂本九と出演。
- ママローヤル（ライオン）

### 映画
- 明日の夢があふれている（1964年12月12日、松竹）
- コント55号　俺は忍者の孫の孫（1969年10月10日、東宝） - 鷲塚亜矢子 役
- ブラボー!若大将（1970年1月1日、東宝） - 昌子役
- 喜劇 負けてたまるか!（1970年6月13日、東宝）
- 喜劇 おめでたい奴（1971年2月6日、東宝）
- 必殺! 主水死す（1996年5月25日、松竹） - 姉小路 役（特別出演）
- CUTE（1997年4月26日、エヌ・ケイ・ケイ）
- The Harimaya Bridge はりまや橋 （2009年6月13日、ティ・ジョイ） - クボ夫人 役

## 音楽作品

### シングル
| 発売日                     | 規格品番  | 面 | タイトル               | 作詞                  | 作曲       | 編曲     |
| -------------------------- | --------- | -- | ---------------------- | --------------------- | ---------- | -------- |
| ビクターレコード           |           |    |                        |                       |            |          |
| 1965年12月                 | SV-332    | A  | 若い真珠               | 佐伯孝夫              | 吉田正     | 吉田正   |
| 1965年12月                 | SV-332    | B  | 乙女の願い             | 佐伯孝夫              | 吉田正     | 吉田正   |
| 1966年6月                  | SV-405    | A  | 東京の人               | 佐伯孝夫              | 吉田正     | 吉田正   |
| 1966年6月                  | SV-405    | B  | 恋人のいる道           | 佐伯孝夫              | 吉田正     | 吉田正   |
| 1966年7月                  | SV-412    | A  | 氷点                   | 佐伯孝夫              | 山本直純   | 山本直純 |
| 1966年8月                  | SV-438    | A  | 愛の手紙は幾年月       | 佐伯孝夫              | 吉田正     | 吉田正   |
| 1968年1月                  | SV-653    | A  | 知られざる湖           |                       |            |          |
| 1968年1月                  | SV-653    | B  | 信じているわ           |                       |            |          |
| 1968年11月                 | SV-760    | A  | 恋のかけら             | こうじはるか          | 高橋五郎   | 高橋五郎 |
| 1968年11月                 | SV-760    | B  | わたしはひとりぼっち   | 戸麻竜吾              | 倉知輝     |          |
| 1969年5月                  | SV-840    | A  | 愛の真珠               | ？文人                | 高橋五郎   | 高橋五郎 |
| 1969年5月                  | SV-840    | B  | 愛のひとこと           | こうじはるか          | 高橋五郎   | 高橋五郎 |
| 東宝レコード               |           |    |                        |                       |            |          |
| 1970年11月                 | AS-1017   | A  | 北国のわたしは幸せ     | 下平高子              | 木下雅夫   |          |
| 1970年11月                 | AS-1017   | B  | いっしょにあなたと     | 下平高子              | 木下雅夫   |          |
| 1971年8月                  | AS-1082   | A  | ごめんなさい           | 小川悠一朗 補：高水陣 | 小川悠一朗 |          |
| 1971年8月                  | AS-1082   | B  | ひやかせないで         | 岩谷時子              | 小川悠一朗 |          |
| ファンハウス               |           |    |                        |                       |            |          |
| 1986年                     | 07FA-1082 | A  | 愛をそえて             | 内藤綾子              | 吉実明宏   | 船山基紀 |
| 1986年                     | 07FA-1082 | B  | あなたへつづく風       | 内藤綾子              | 吉実明宏   | 船山基紀 |
| 1987年                     | PRF-1012  | A  | 心のリボン             | 荒木とよひさ          | 三木たかし |          |
| 1987年                     | PRF-1012  | B  | 心のリボン（カラオケ） | -                     | 三木たかし |          |
| ユニバーサル・ミュージック |           |    |                        |                       |            |          |
| 2017年12月6日              | UPCY-5055 | 1  | 心の瞳（コーラス入り） | 荒木とよひさ          | 三木たかし | 川口真   |

## 著書
- 『上を向いて歩こう』（扶桑社、1986年）

## オーディオコメンタリー
- DVD『ブラボー!若大将』（東宝、2006年3月20日発売）
  - 岩内克己監督とともに出演。自身の経歴なども含めて語っている。

## 柏木由紀子を演じた女優
- ともさかりえ - 『上を向いて歩こう〜坂本九物語〜』（2005年8月、テレビ東京）